# Corina
Corina (en griego Κόριννα) fue una poeta lírica griega del siglo V a. C. de Tanagra, en Beocia, de quien se pensó en la Antigüedad que era contemporánea del poeta Píndaro, y en consecuencia de la segunda mitad del siglo VI a. C. Pero la peculiaridad del dialecto beocio de Corina y la falta de referencias tempranas a ella han llevado a sugerir que viviera en el 200 a. C. La cuestión está aún sin resolver. Corina es conocida por sus odas, aunque no se conserva ninguna completa. Se dice que compitió con Píndaro en concursos de odas para acontecimientos atléticos, y ganó siete veces.
Otros clasicistas, Peter Levi entre ellos, proponen una fecha posterior, sobre la base de sus referencias mitológicas y de la ausencia de documentos contemporáneos que corroboren su victoria sobre Píndaro. Además, los primeros fragmentos conocidos del trabajo de Corina son a partir del siglo II a. C., en consonancia con otros elementos de prueba acerca de cuándo vivió.

## Un fragmento de un poema de Corina
| ἐπί με Τερψιχόρα καλὰ Ϝεροῖ’ ἀισομ[έναν Ταναγρίδεσσι λε[υκοπέπλυς μέγα δ’ ἐμῆς γέγ[αθε πόλις λιγουροκω[τί]λυ[ς ἐνοπῆς. (fr. 2) | Terpsícore me dijo viejos cuentos amorosos para cantar al vestido blanco de las mujeres de Tanagra y de la gran ciudad encantada en mi voz, clara como una golondrina. |

### En la Literatura
- Lope de Vega llamó «Nueva Corina» a su coetánea y también poetisa Ana de Castro Egas.
- Corina es también el nombre de la idealizada musa, posiblemente ficticia, del poeta latino Ovidio.

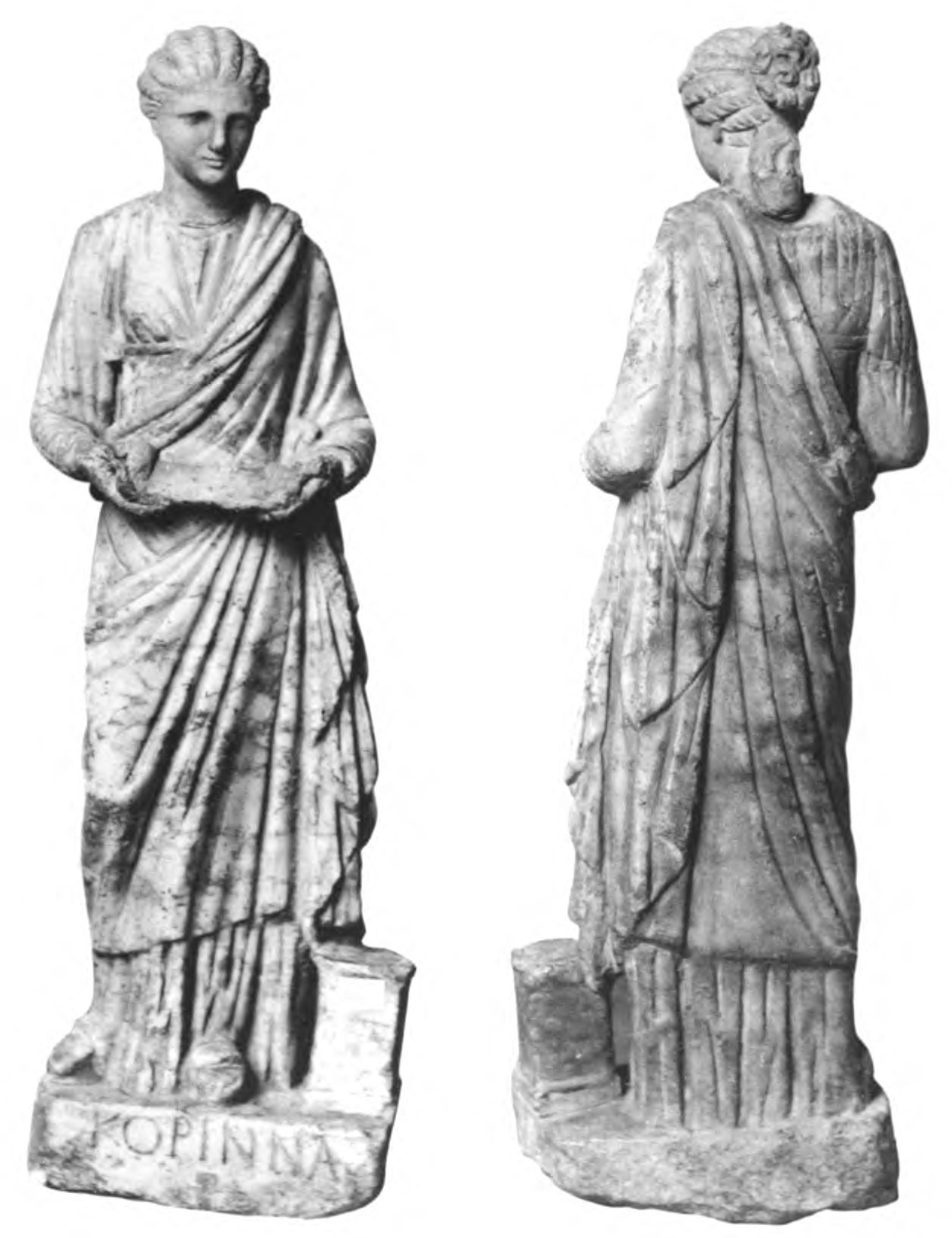
Corina representada en mármol (estatua antigua que puede ser copia de otra de bronce nombrada por Taciano).